# Глас народне женске заједнице
Глас народне женске заједнице је часопис о правима жена који је излазио у периоду од 1927. године до 1933. године, са прекидом излажења од 1930. до 1933. године. Залагао се за равноправни положај жена у друштву.

## Историјат
Глас народне женске заједнице су новине које су први пут почеле да излазе крајем 1927. године.  Циљ овог часописа  је било истицање права жена и указивање на потребу једнакости у свим друштвеним пословима, заштиту положаја жена и могућност да се чује њихов глас. 

### Периодичност излажења
Излазиле су два пута месечно по цени од два динара. Прекид у излажењу од 1930-1933.

### Формат
Формат часописа Глас народне женске заједнице је био од бр. 1/2 (1929) 31 cm.

### Претплата
Годишња претплата за овај часопис је била 40 динара. Сваки појединачни број је био 2 динара.

## Уредник и власник
Власник за Народну женску заједницу је била Наталија Смиљанић. Одговорни уредник  је  у периоду 1928-1933. био Јован Палавестра и Јелена Демајо. Заједно са њима Зорка Јанковић уређује лист Глас Народне женске заједнице. Зорка Јанковић је била уредница разних часописа, преводилац, друштвено-културна активисткиња, ауторка драма и aуторка прозе и романа.